# Departamento de Matameye
Matameye o Kantché es un departamento situado en la región de Zinder, de Níger. En diciembre de 2012 presentaba una población censada de 399 181 habitantes. Hasta 1998 su chef-lieu era Matamèye, pero posteriormente se trasladó la mayor parte de la administración a Kantché.

## Subdivisiones
Está formado por nueve comunas, que se muestran asimismo con población de diciembre de 2012:
Comunas urbanas
- Matamèye (64 988 habitantes)

Comunas rurales
- Dan-Barto (40 900 habitantes)
- Daouché (37 754 habitantes)
- Doungou (39 031 habitantes)
- Ichirnawa (42 582 habitantes)
- Kantché (56 468 habitantes)
- Kourni (28 872 habitantes)
- Tsaouni (37 854 habitantes)
- Yaouri (50 732 habitantes)